# アーリヤ・サマージ

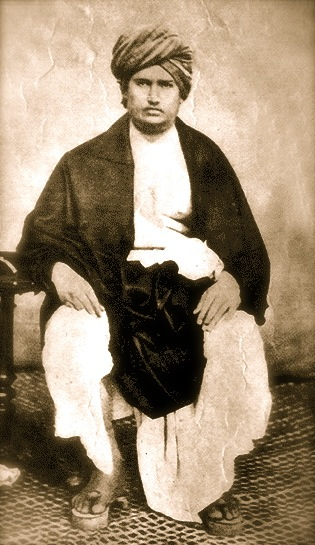
ダヤーナンダ・サラスヴァティー

アーリヤ・サマージ (Arya Samaj) は、1875年にダヤーナンダ・サラスヴァティー（ムーラ・シャンカラ Mula Sankara）によって設立された、インドのヒンドゥー教改革運動、ネオ・ヒンドゥイズム（ヒンドゥー教）の団体である。
最も古いヴェーダを絶対と考え、ヒンドゥー教の浄化を目指した。アーリア人の優位性を説くアーリア主義の団体であり、ブラフマン一神信仰である。同じく普遍主義・普遍宗教を構想した19世紀起源のネオ・ヒンドゥイズム諸派のブラフモ・サマージ、ラーマクリシュナ・ミッション、神智学協会と共に、インドのナショナリズムに大きな影響を与え、その中で現在最も勢力を残している。インド国内だけでなく、国外の正統派ヒンドゥー教徒から総本山と目されており、ヒンドゥー・ナショナリズムの系譜で最も重要な団体であり、現在も理論的な支柱である。

## 概略
バラモンの生まれだが、シヴァ派信者の父の偶像崇拝的な信仰に不満を覚え、21歳で出家し修行に入った。24歳でシャンカラの系譜をひくサラスワティ教団に入ってサンニヤーシン（出家者、現世放棄者）となり、ダヤーナンダ・サラスワティを名乗った。各地のバラモンに学び、マトラで盲目のサンニーシンでサンスクリット文法の権威であったヴィラジャーナンダに出会い、2年半学んで絶対的な影響を受けた。1872年にカルカッタに戻り、ブラフモ・サマージのケーシャブ・チャンドラ・セーンからも多くを学び、裸行でなく服を着ること、サンスクリット語でなくヒンディー語で教えを説くようにとアドバイスを受けた。また、ブラフモ・サマージのデヴェンドラナート・タゴールによる『ブラフモ・ダルマ』がダヤーナンダの主著『サティヤールト・プラカーシャ（真理を照らす光）』（1875年）に決定的な影響を与えたと指摘されている。
1974年に西インドに戻り、1875年にヴェーダに基づく「ユニヴァーサル・チャーチ（Universal Church）」を設立してヒンドゥー教を浄化することを目標に掲げ、アーリヤ・サマージを設立。ヴェーダをヒンディー語に翻訳し、リグ・ヴェーダにヒンディー語で注釈をつけた。
イスラム教とシク教の勢力が強いパンジャーブ地方に進出し、地元のヒンドゥー教徒から強い支持を集め、ウッタルプラデーシュでも熱烈な支持者を集めた。1952年時点で、インドに3000人、世界に500万人の会員がいた。
アーリヤ・サマージの復古的・国粋主義的な空気の中で、多くの会員が戦闘的闘士として仕立てられ、植民地時代のインドにおいてイギリス領インド帝国からの独立運動で大きな役割を果たした。

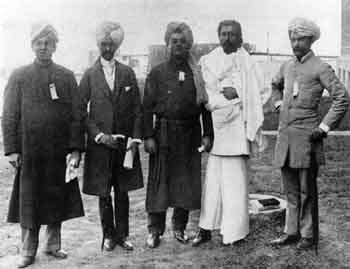
万国宗教会議。（左から）ナラシマーチャーリヤ（シヴァ派?）、ラクシュミー・ナーラーヤン（カーヤスタ&アーリヤ・サマージ）、ヴィヴェーカーナンダ（ヒンドゥー教）、ダルマパーラ、ウィーラチャンド・ガンディー（ジャイナ教）

1893年には、アメリカのシカゴ万国博覧会で開催された万国宗教会議に、アーリヤ・サマージからケーシャブ・チャンドラ・セーンらが参加している。

## 思想
ヴェーダを誤りのない唯一絶対の真理であると考え、「ヴェーダに帰れ」と説いた。このスローガンには、「聖書にかえれ」をスローガンとしたキリスト教プロテスタンティズムと同様に改革主義的、普遍主義的なヒンドゥー再編をめざしていたことが示されている。ヴェーダに現代科学の萌芽を含め、あやゆる真理の啓示があるとした。輪廻とカルマの教義を主唱し、ブラフマーチャーリヤ（純潔・貞節）とサンニャーサ（放棄）の理念を強調した。彼はヴェーダを絶対視したため、後期ヒンドゥー教の経典は副次的な扱いになり、後期ヒンドゥー教は諸外国の宗教同様に批判したが、神観念は無意識に後期ヒンドゥー教の思想を取り入れている。ブラフマンは全宇宙に浸透する最高の霊を人格化したもので、神であり、唯一、全知、無形、偏在、不生、無限、全能の存在であるとした。ヴェーダの様々な神は唯一神の異名に過ぎないとするブラフマン一神信仰であり、唯一神への精神的な崇敬を教えた。他のヒンドゥー教改革団体とは異なり、イスラム教およびキリスト教を取り入れることを良しとせず、影響を徹底的に排除しようとした。
苦悩からの解放、魂の解放には神の助けが必要であり、解放とは神の崇拝であるとした。解放のためには、神を賛美し愛すること、神を拝むこと、ヨーガの実践により霊的交わりを持ち直接神を認識することという3段階があるとした。反ヴェーダ的な習慣を除こうとし、これが社会改革に通じ、ヴェーダに根拠のない偶像崇拝、バラモン絶対視、カースト制度、不可触民制、動物供犠、祖先崇拝、聖地巡礼、女性差別を激しく糾弾した。幼児婚、未亡人の再婚禁止、持参金、結婚式の花火、踊り子などを結婚式の悪習として否定し、結婚はすべて平等であるべきと考えて、女性解放を叫んだ。ヴェーダをすべてのカーストに開放し、ヴェーダに根拠のあるサンスカーラ (インドの宗教的儀式)（通過儀礼、浄法）の再興を図り（つまり、反儀礼主義ではない）、抑圧された階級や不可触民にも「聖なる紐」（Yajnopavita、ヤジノパヴィタ）を与えた。会員の人種による扱いの区別は禁止されている。
古い伝統を理想化する一種の国粋主義・復古主義であり、ヒンドゥー教徒の団結を訴える一方、他宗教に対して排他的であり、これまで他宗教からの改宗を旨としなかったヒンドゥー教で、改宗を推し進めようとした。他の宗教に改宗した元ヒンドゥー教徒の再改宗を説いた唯一のヒンドゥーの団体である。1920年代には北インドで大々的にイスラームに改宗した元ヒンドゥー教徒の再改宗キャンペーンを行って社会的に大きなセンセーションを巻き起こし、こうした活動により、キリスト教徒やイスラム教徒の集団との関係（コミュナル問題）を悪化させ、保守的なヒンドゥー教徒の反発も招いた。
マックス・ミュラーとダヤーナンダは、ヴェーダ研究、ヴェーダ註釈を行う友人同士だった（直接会ったことはない）。アーリヤ・サマージは、ミュラーの思想をアーリア人（アーリヤ人）の優位性を説く人種イデオロギーにまで曲解したアーリア主義の団体である。

## 社会活動
アーリヤ・サマージが定めた「アーリヤ・サマージ結婚法」は、ヒンドゥー法に取り入れられ、幼児婚の禁止、未亡人の再婚が実現した。
ヴェーダを学ぶために識字率の向上を重視したため、宗教学校の経営など教育の普及に熱心であり、1883年にはヒンドゥー文学やヴェーダを研究するダヤーナンダ・アングロ・ヴェーディック・カレッジを建てた。インド人以外が経営に参画せず、教育はインド人が行うという実践目標を掲げたが、当時ほとんどのことがインド人以外の支配者によって行われていたことを考えると、破格であると言える。
少年少女への教育、女性の待遇の改善、下層の生活水準の改善への貢献はかなり大きいと評価されている。
ヴェーダ救世軍の設立、1903年の大飢饉における支援などの民族主義的な社会活動を行った。

## 関連団体
1875年に、ロシア人オカルティストのヘレナ・P・ブラヴァツキーとアメリカ人ヘンリー・スティール・オルコットが神智学協会を設立しており、アーリヤ・サマージは1877年からこの団体と関係を結んでいた。偶然にもアーリヤ・サマージと神智学協会は同年に設立されている。神智学協会と提携を結んでいたが、合併し「アーリヤ・サマージの神智学協会」に名称変更していた時期がある。
神智学協会とは、普遍宗教を求めると共にヴェーダを中心とする（真であると彼らが考える）ヒンドゥー教の優位を認める点で一致していたが、ダヤーナンダは神智学協会が大衆の歓心を集めるために「奇蹟わざ」を演じていることを、異教的であり著しく程度が低い行為として苦々しく思っていた。アーリヤ・サマージは神智学協会によって箔付けされた面があり、両者の関係は数年続いたが、1880年にブラヴァツキーとオルコットがスリランカを訪問し仏教へ強く傾倒するようになると、厳しいヴェーダ中心の普遍宗教を目指すアーリヤ・サマージと、折衷的・混合的な普遍宗教を目指す神智学協会との埋めがたい思想の違いが明確化した。またオルコットがパールシー（インドのゾロアスター教の信者）に強い好意を寄せていたこと等から、1883年にダヤーナンダが死去すると、両団体のつながりは切れ、決別した。
アーリヤ・サマージは、インドの伝統音楽の復興を目指すガーヤン・サマージ（歌謡協会）にも強いパイプがあった。ガーヤン・サマージは、1874年にイギリス人とインド人が設立した団体で、インド音楽を蔑視する欧米人に対し、インド人は西洋とルーツを同じくするアーリア人であるとし、アーリア人「高カースト」の文化遺産としてインド音楽をアピールした。